# 王妃の谷
王妃の谷（Valley of the Queens）は、エジプト、テーベ（現ルクソール）のナイル川西岸にある岩山の谷にある岩窟墓群。ファラオが王家の谷に埋葬されているのに対して、主にファラオの妻が埋葬されている。古代、Ta-Set-Neferuの名前で知られていたが、これは「ファラオの子息の場所」の意味で、多くの王子、王女も王妃と共に埋葬されていたためである。エジプト第18王朝、第19王朝、第20王朝の王妃が埋葬されている。
最も有名な墓は、第19王朝のファラオラムセス2世の正妃（第一王妃）であるネフェルタリのものである。

## 墓地遺跡の一覧と著名な墓と埋葬者
- QV44（英語版） (カエムウアセト王子)
- QV47(アハメス (王女))
- QV66（英語版）(ネフェルタリ)

Western Wadis
- Wadi C-4 トトメス2世の墓 トトメス2世